# 佩尼滕特峰
佩尼滕特峰（英語：Penitent Peak），是南極洲的山峰，它位於葛拉漢地西岸的法利埃海岸，處於布雷克山和賴安峰之間的馬蹄島，由英國研究隊測量，現時由南極條約體系管理。